# Bród Brzykowski
Bród Brzykowski – część wsi Zabłocie w Polsce, położona w województwie łódzkim, w powiecie łaskim, w gminie Widawa. Wchodzi w skład sołectwa Zabłocie.
W latach 1975–1998 Bród Brzykowski należał administracyjnie do województwa sieradzkiego.
Według danych ze Spisu Powszechnego z 30 września 1921 r. Bród Brzykowski należał do gminy Dąbrowa Widawska w powiecie łaskim, w województwie łódzkim.
Według danych ze spisu powszechnego z 30 września 1921 r. wieś liczyła 25 mieszkańców, w tym 11 mężczyzn i 14 kobiet. Zamieszkiwali oni w 5 budynkach. W tej liczbie wyznania rzymskokatolickiego było 25 osób, narodowość polską podało także 25 mieszkańców.